# Aigua de cristal·lització
En cristal·lografia, aigua de cristal·lització o aigua d'hidratació és l'aigua que es troba a l'interior dels cristalls. Sovint cal aigua per a la formació dels cristalls. En alguns contexts, l'aigua de cristal·lització és el pes total de l'aigua en una substància a una temperatura donada i principalment es presenta en una relació definida(estequiometria). De manera clàssica l'"aigua de cristal·lització" es refereix a l'aigua que es troba en la xarxa cristal·lina d'un complex metàl·lic o una sal, la qual no està enllaçada directament a un catió de metall.

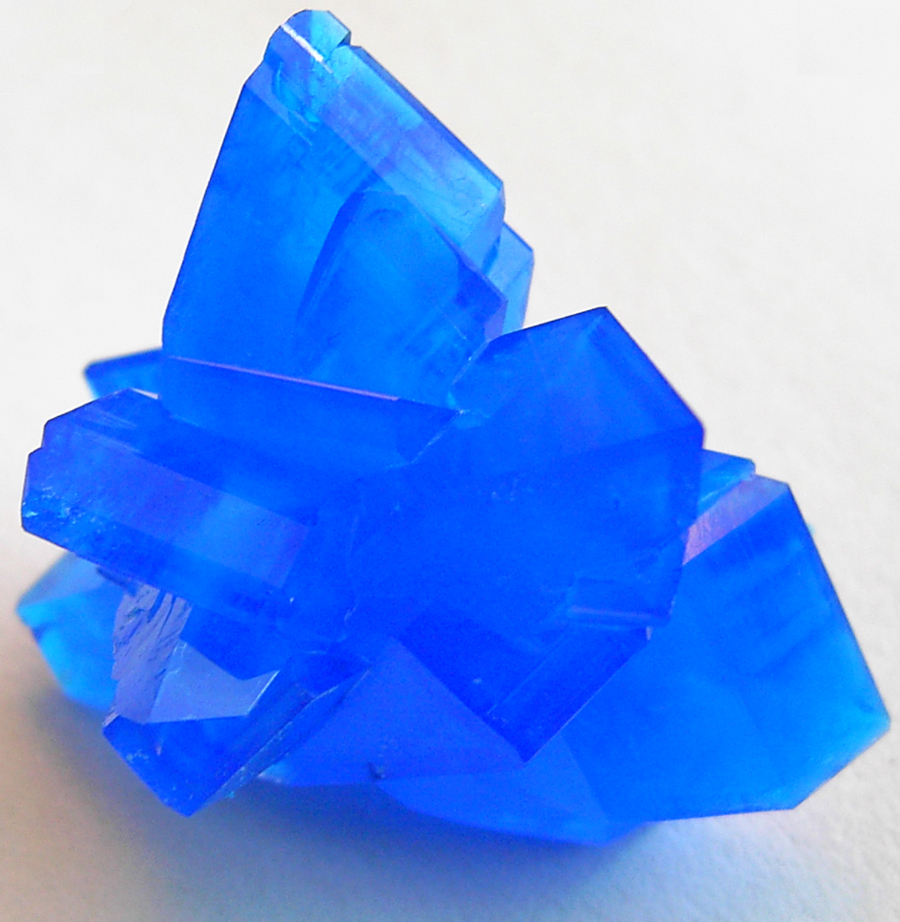
El sulfat de coure(II) hidratat és blau brillant.
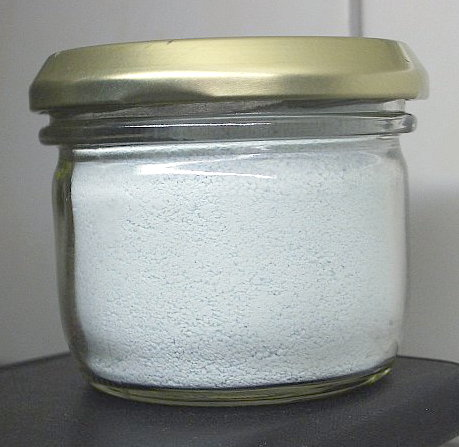
El sulfat de coure(II) anhidre és incolor.

Per cristal·lització des de l'aigua o solvents humits, molts compostos químics incorporen molècules d'aigua en la seva xarxa cristal·lina. L'aigua de cristal·lització generalment es pot treure per escalfament d'una mostra però les propietats cristal·lines així sovint es perden.
Comparades amb les sals inorgàniques les proteïnes cristal·litzen amb grans quantitats d'aigua en la xarxa del cristall. Un contingut d'aigua del 50% no és rar.

## Nomenclatura
En la fórmula molecular la seva aigua de cristal·lització es pot designar de diverses maneres:
- "compost hidrós (hydrous compound)⋅nH₂O" o "compost hidrós (hydrous compound)×nH₂O"

Aquesta notació es fa servir quan el compost només conté aigua de xarxa (lattice water) o quan l'estructura del cristal és indeterminada. Per exemple, Clorur de calci: CaCl2·2H2O
- "Compost hidrós (hydrous compound)(H₂O)n"

Un hidrat amb aigua coordinada. per exemple, clorur de zinc: ZnCl₂(H₂O)₄
- Ambdues notacions es poden combinar com per exemple en el sulfat de coure(II): [Cu(H₂O)₄]SO₄·H₂O

## Posició en l'estructura del cristall
Una sal amb aigua associada de cristal·lització es coneix com un hidrat (Hydrate). L'estructura dels hidrats pot ser força elaborada per l'existència d'enllaços d'hidrogen que defineixen estructures polimèriques.

Històricament les estructures de molts hidrats eren desconegudes i es feia servir el "*" n la fórmula d'un hidrat per indicar la composició sense indicar com s'enllaça la seva aigua. Exemples:
- CuSO₄•5H₂O - sulfat de coure(II) pentahidrat
- CoCl₂•6H₂O - clorur de cobalt(II) hexahidratat
- SnCl₂•2H₂O - clorur d'estany(II) dihidratat

ls cristall del ja esmentat sulfat de coure(II) hidratat consten de centres [Cu(H₂O)₄]2+ enllaçats a ions SO₄2−. L'aigua de cristal·litzacó s'estabilitza per atraccions electroestàtiques, com a conseqüència els hidrats són comuns per a sals que contenen cations +2 i +3com també anions −2.

## Altres solvents decristal·lització
Tots els solvents es poden trobar en alguns cristalls. Laigua és el més notable perquè és reactiva, mentre altres solvents com el benzè es consideren químicament innocus. De vegades es troben en els cristalls més d'un solvent. En anàlisi química és comú i convencional assecar una mostra combinat el buit i la calor fins a un "pes constant."

## Taula de l'aigua de cristal·lització en alguns halurs inorgànics
A la taula de sota s'indiquen el nombre de molècules d'aigua per metall en diverses sals.
| Fórmula d' halur metàl·lics hidratats | Coordinació esfera del metall | equivalents d'aigua de cristal·lització que no estan enllaçats a M | Observacions                                                   |
| ------------------------------------- | ----------------------------- | ------------------------------------------------------------------ | -------------------------------------------------------------- |
| VCl₃(H₂O)₆                            | trans-[VCl₂(H₂O)₄]+           | dos                                                                |                                                                |
| VBr₃(H₂O)₆                            | trans-[VBr₂(H₂O)₄]+           | dos                                                                | els bromurs i els clorurs són normalment similars              |
| VI₃(H₂O)₆                             | [V(H₂O)₆]3+                   | cap                                                                | el iodur competix poc amb l'aigua                              |
| CrCl₃(H₂O)₆                           | trans-[CrCl₂(H₂O)₄]+          | dos                                                                | isòmer verd fosc                                               |
| CrCl₃(H₂O)₆                           | [CrCl(H₂O)₅]2+                | un                                                                 | isòmer verd blavós                                             |
| CrCl₂(H₂O)₄                           | trans-[CrCl₂(H₂O)₄]           | cap                                                                | molecular                                                      |
| CrCl₃(H₂O)₆                           | [Cr(H₂O)₆]3+                  | cap                                                                | isòmer viola                                                   |
| MnCl₂(H₂O)₆                           | trans-[MnCl₂(H₂O)₄]           | dos                                                                |                                                                |
| MnCl₂(H₂O)₄                           | cis-[MnCl₂(H₂O)₄]             | cap                                                                | cis molecular                                                  |
| MnBr₂(H₂O)₄                           | cis-[MnBr₂(H₂O)₄]             | cap                                                                | cis molecular                                                  |
| MnCl₂(H₂O)₂                           | trans-[MnCl₄(H₂O)₂]           | none                                                               | polimèric amb pont de clorur                                   |
| MnBr₂(H₂O)₂                           | trans-[MnBr₄(H₂O)₂]           | cap                                                                | polimèric amb pont de bromur                                   |
| FeCl₂(H₂O)₆                           | trans-[FeCl₂(H₂O)₄]           | dos                                                                |                                                                |
| FeCl₂(H₂O)₄                           | trans-[FeCl₂(H₂O)₄]           | cap                                                                | molecular                                                      |
| FeBr₂(H₂O)₄                           | trans-[FeBr₂(H₂O)₄]           | cap                                                                | molecular                                                      |
| FeCl₂(H₂O)₂                           | trans-[FeCl₄(H₂O)₂]           | cap                                                                | polimèric amb pont de clorur                                   |
| FeCl₃(H₂O)₆                           | trans-[FeCl₂(H₂O)₄]           | dos                                                                | únic hidrat de clorur fèrric, isostructural amb l'anàleg de Cr |
| CoCl₂(H₂O)₆                           | trans-[CoCl₂(H₂O)₄]           | dos                                                                |                                                                |
| CoBr₂(H₂O)₆                           | trans-[CoBr₂(H₂O)₄]           | dos                                                                |                                                                |
| CoI₂(H₂O)₆                            | [Co(H₂O)₆]2+                  | cap                                                                | el iodur competix poc amb l'aigua                              |
| CoBr₂(H₂O)₄                           | trans-[CoBr₂(H₂O)₄]           | cap                                                                | molecular                                                      |
| CoCl₂(H₂O)₄                           | cis-[CoCl₂(H₂O)₄]             | cap                                                                | cis molecular                                                  |
| CoCl₂(H₂O)₂                           | trans-[CoCl₄(H₂O)₂]           | cap                                                                | polimèric amb pont de clorur                                   |
| CoBr₂(H₂O)₂                           | trans-[CoBr₄(H₂O)₂]           | cap                                                                | polimèric amb pont de bromur                                   |
| NiCl₂(H₂O)₆                           | trans-[NiCl₂(H₂O)₄]           | dos                                                                |                                                                |
| NiCl₂(H₂O)₄                           | cis-[NiCl₂(H₂O)₄]             | cap                                                                | cis molecular                                                  |
| NiBr₂(H₂O)₆                           | trans-[NiBr₂(H₂O)₄]           | dos                                                                |                                                                |
| NiCl₂(H₂O)₂                           | trans-[NiCl₄(H₂O)₂]           | cap                                                                | polimèric amb pont de clorur                                   |
| CuCl₂(H₂O)₂                           | [CuCl₄(H₂O)₂]₂                | cap                                                                | distorsionat tetragonalment                                    |
| CuBr₂(H₂O)₄                           | [CuBr₄(H₂O)₂]n                | dos                                                                | distorsionat tetragonalment                                    |